# Ti stringerò/Sei matto
Ti stringerò/Sei matto è un 45 giri della cantante pop italiana Nada, pubblicato nel 1982 dall'etichetta discografica Polydor.
Il disco si posizionò in breve tempo alla sedicesima posizione dei singoli più venduti in Italia, con oltre centomila copie, risultando il sessantesimo singolo più venduto in Italia del 1982.

## Ti stringerò
Ti stringerò, scritto da Gerry Manzoli e Mauro Lusini, su arrangiamento dei Goblin, ebbe un buon successo, proseguendo il rilancio della cantante dopo il singolo precedente Dimmi che mi ami, che mi ami, che tu ami, che tu ami solo me che l'aveva riportata in classifica l'anno precedente dopo un lungo periodo di offuscamento discografico. Il brano diede il titolo alla raccolta omonima Ti stringerò, pubblicata a conclusione del contratto della cantante con la Polydor (l'anno dopo la cantante passò alla EMI), e presentato al Festivalbar e in numerose rassegne musicali del periodo, diventando una delle hit di quell'estate.

## Sei matto
Sei matto, scritto da Karen, pseudonimo di Jacopo Fo, era il lato B del disco, non inserito nella raccolta, anch'esso arrangiato da nada.

## Tracce
Lato A
1. Ti stringerò – 4:03 (Gerry Manzoli - Mauro Lusini)

Durata totale: 4:03
Lato B
1. Sei matto – 4:48 (Karen e Mauro Lusini)

Durata totale: 4:48